# Saratoga (Schiff, 1927)
Die USS Saratoga (CV-3) war das zweite Schiff der Lexington-Klasse und der zweite einsatzfähige Flugzeugträger der United States Navy. Als fünftes Schiff, das nach der Schlacht von Saratoga benannt wurde, war die Saratoga zuerst als Schlachtkreuzer geplant und auf Kiel gelegt worden, wurde dann aber nach einer Entscheidung vom 1. Juli 1922 als Flugzeugträger fertiggestellt.

## Geschichte
Die Saratoga, meist nur „Sara“ genannt, hatte ihren Stapellauf am 7. April 1925 bei New York Shipbuilding und wurde am 16. November 1927 in Dienst gestellt. Zusammen mit ihrem Schwesterschiff Lexington war sie der erste Träger, der schnell und wendig genug war, um erfolgreich an Seeoperationen teilzunehmen. Vom Ende der 1920er Jahre bis zu Beginn des Zweiten Weltkriegs war sie aktiv an der Entwicklung von neuen Verteidigungs- und Angriffstechniken, die den Einsatz von Flugzeugträgern beinhalteten, beteiligt. Eine ganze Generation von US-Marinefliegern wurde auf ihr ausgebildet und trainiert. Am 28. Januar 1928 landete das rund 200 m lange Luftschiff ZR-3 Los Angeles auf dem Träger. Es blieb jedoch bei diesem einmaligen erfolgreichen Versuch.

### Pazifikkrieg

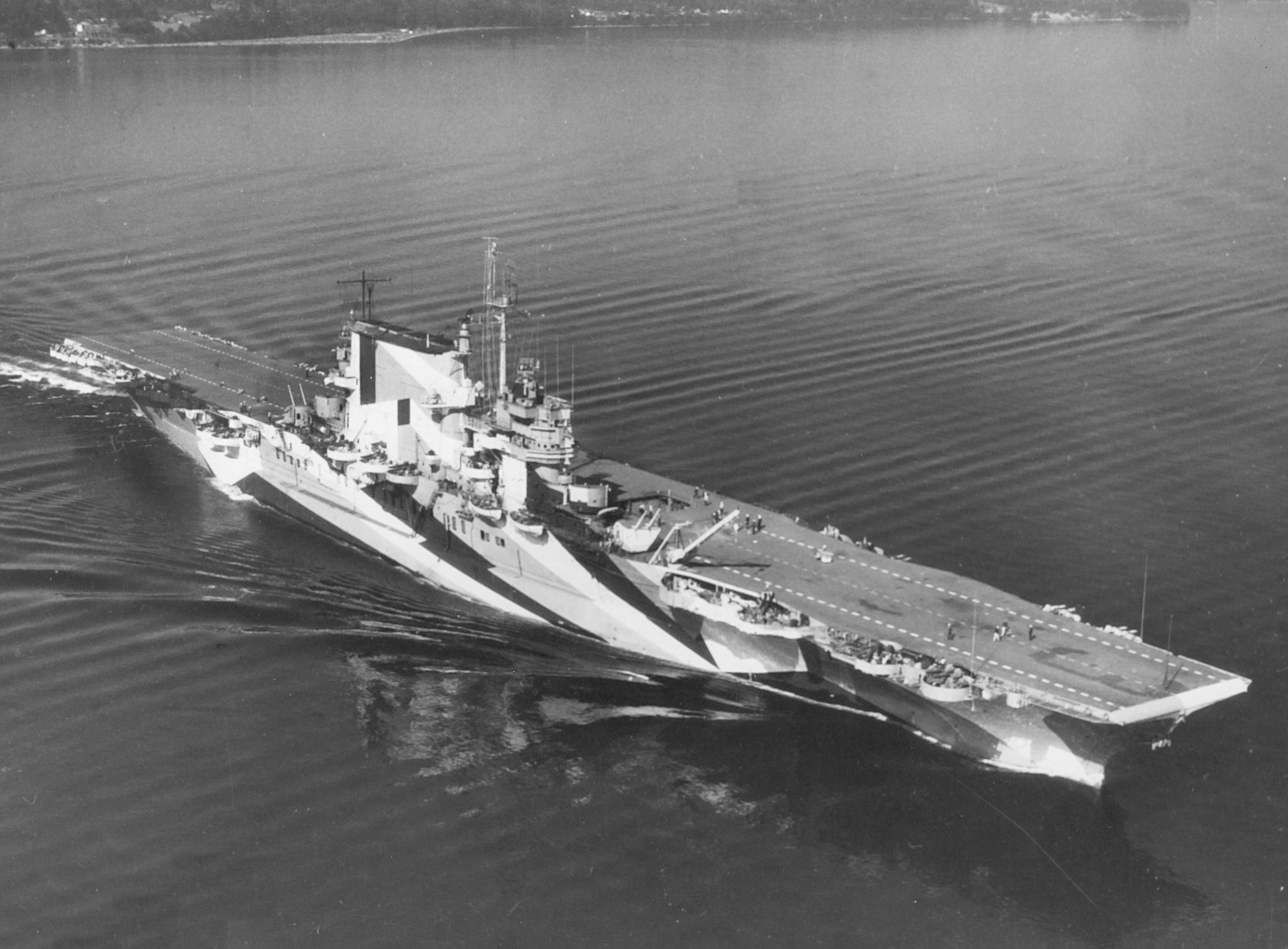
Die Saratoga im Puget Sound, 7. September 1944

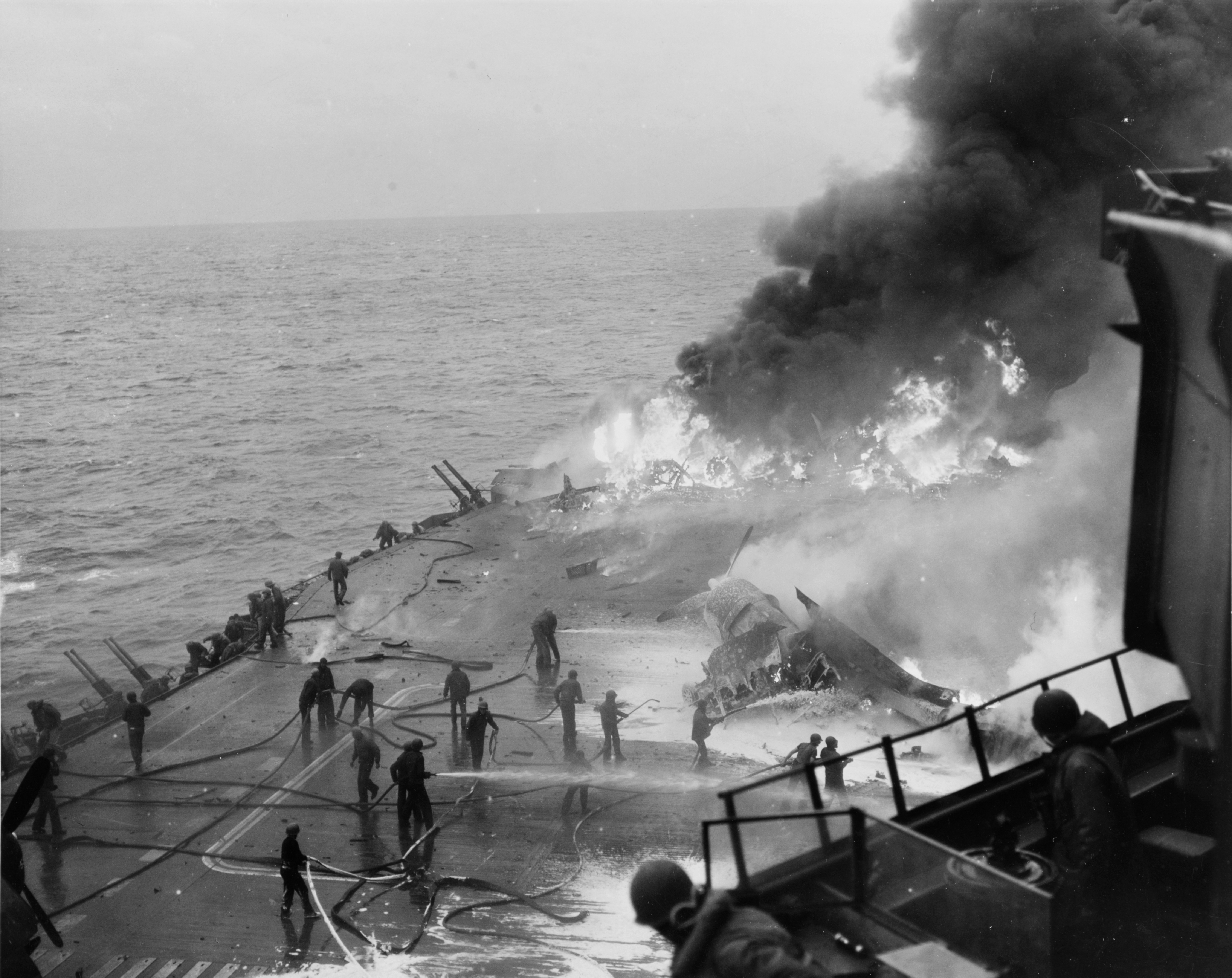
Vorderdeck der Saratoga nach dem Angriff der Tokkōtai-Flieger

Als die Japaner am 7. Dezember 1941 Pearl Harbor angriffen, befand sich die USS Saratoga an der US-Westküste und wurde umgehend nach Hawaii in Marsch gesetzt. Kurz darauf sollte sie Flugzeuge zur Verteidigung nach Wake liefern, das aber vorher an die Japaner fiel.
Während das Schiff in der weiteren Umgebung von Hawaii operierte, wurde es am 11. Januar 1942 von einem japanischen U-Boot mit Torpedos angegriffen. Ein schwerer Treffer beschädigte die Saratoga so stark, dass sie mehrere Monate in Pearl Harbor zur Reparatur lag. Während der Zeit wurden auch ihre Waffen ausgetauscht. Kurz nach der Schlacht um Midway konnte sie wieder an Kampfhandlungen teilnehmen.
Seinen ersten großen Einsatz hatte das Schiff bei der Deckung der Landung auf Guadalcanal im August 1942. Kurz darauf nahm sie an der Schlacht bei den Ost-Salomonen teil, in der ihre Flugzeuge den leichten japanischen Träger Ryūjō versenkten. Am 31. August wurde sie wiederum von einem U-Boot-Torpedo getroffen und kehrte über Tonga nach Pearl Harbor zurück, wo sie zwei Monate lang zur Reparatur ins Dock ging.
Im Dezember 1942 kam die Saratoga wieder im Südpazifik an, wo sie amerikanische Operationen in den Salomon-Inseln deckte. Im November 1943 führte sie Angriffe auf den japanischen Stützpunkt Rabaul durch und nahm danach an der Schlacht um die Gilbertinseln teil. Im Dezember 1943 kehrte sie zur Überholung nach San Francisco zurück, wobei ihre Luftabwehrbewaffnung deutlich verstärkt wurde. Anfang 1944 war sie an der Schlacht um die Marshallinseln beteiligt. Die britische Eastern Fleet im Indischen Ozean wurde im April und Mai 1944 von ihr bei Angriffen auf die von den Japanern besetzten Ostindien-Territorien unterstützt.
Nach einigen Umbauten und einer längeren Trainingsphase, wobei sie für den Einsatz von Nachtjägern vorbereitet wurde, waren ihre nächsten Einsätze die Schlacht um Iwojima und Angriffe auf das japanische Festland. Aufgrund von Beschädigungen durch einige Tokkōtai-Flieger am 21. Februar 1945 wurde ein weiterer Dockaufenthalt im Puget Sound Naval Shipyard erforderlich.
Kurz vor Ende des Pazifikkriegs wurde die Saratoga noch zur Pilotenausbildung in Pearl Harbor eingesetzt, bevor sie im September 1945 in der Operation Magic Carpet Amerikaner aus dem Pazifikraum zurück in die USA brachte.

## Verbleib

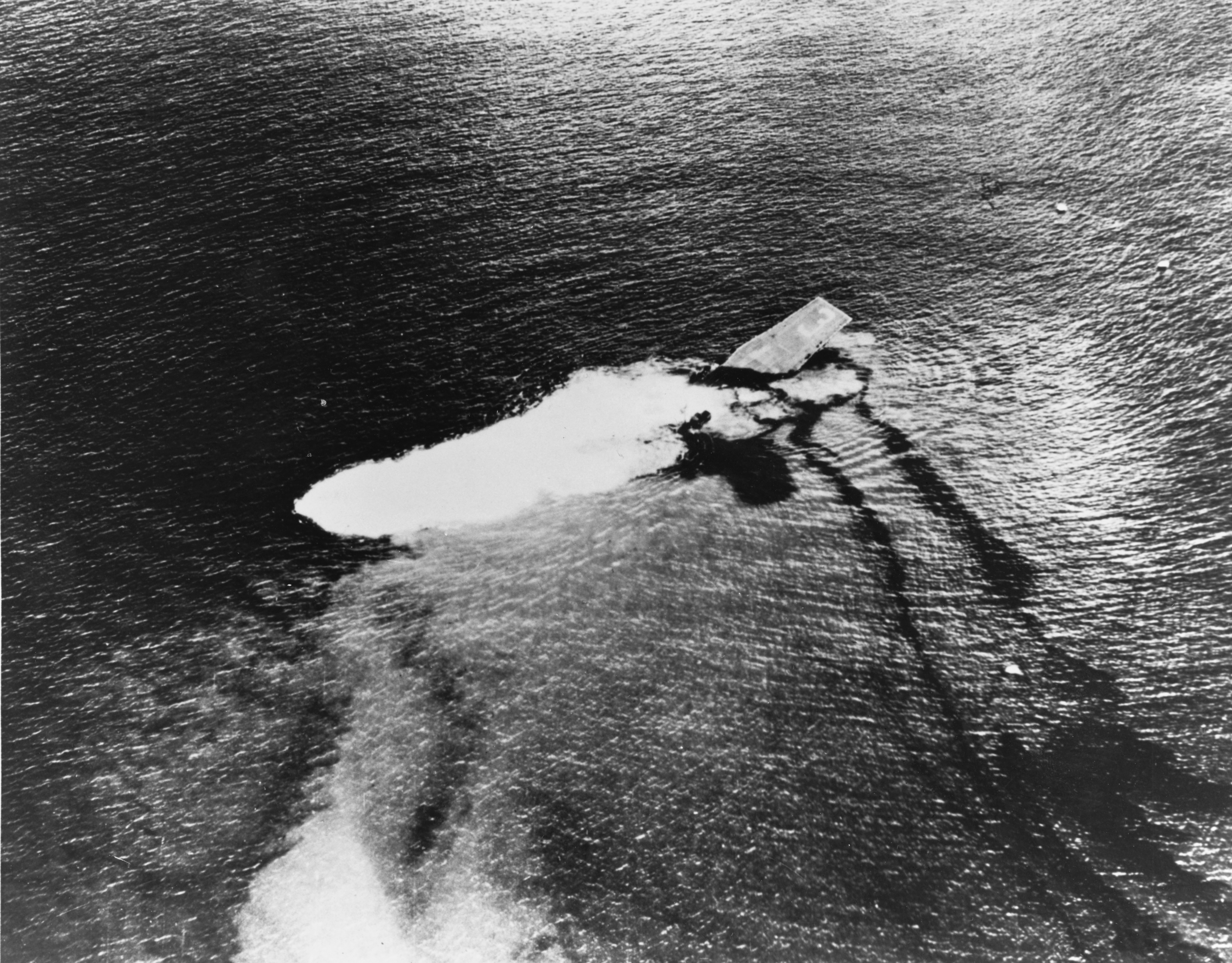
Die Saratoga versinkt 1946 im Pazifik

Da die Saratoga für die Nachkriegsflotte der Amerikaner zu alt war, wurde sie als Ziel für die Atombombentests im Bikini-Atoll in der Operation Crossroads bestimmt. Den ersten Test am 1. Juli 1946 überstand das Schiff, aber am 25. Juli, als eine Unterwasserbombe getestet wurde, versank die Saratoga im Pazifik. Sie war auf einen halben Kilometer zum Detonationspunkt der Bombe herangerückt worden, was das schwere Schiff auf einer riesigen Welle um fast einen Kilometer wegkatapultierte. Da sie eine große Zahl spezieller wasserdichter Abteilungen aufwies, sank sie aber erst rund sieben Stunden nach der Detonation.
Die Saratoga ist heute ein beliebtes Ziel von Wracktauchern, denn sie ist neben der Oriskany, der Graf Zeppelin und der Hermes der einzige Flugzeugträger, bei dem dies möglich ist. Sie liegt auf Position 11° 34′ 53″ N, 165° 29′ 54″ O in ca. 58 Meter Tiefe, wobei sich die Brücke (bedingt durch die Höhe des Schiffes) nur ca. 12 Meter unterhalb der Wasseroberfläche befindet und für Taucher einfach erreichbar ist. Der Rumpf der aufrecht auf dem Meeresgrund stehenden Saratoga zeigt starke Deformationen und Schäden, die das Schiff durch die Druckwellen der beiden Atombomben erlitten hat. In ihren Hangars finden sich sowohl Flugzeugwracks als auch noch scharfe Munition. Sie ist auch eines der größten künstlich erschaffenen Riffe.
Der Tafelberg Saratoga Table in Antarktika ist nach dem Schiff benannt.

## Trivia
Das deutsche Vokal-Ensemble Comedian Harmonists gab im Juni 1934 im Rahmen ihrer USA-Tournee ein Konzert auf der Saratoga im Hafen von New York City vor der versammelten US-Atlantik- und Pazifikflotte.